# Фонтан (фільм, 1988)
«Фонтан» (рос. «Фонтан») — російський радянський художній фільм режисера Юрія Маміна, жанр комедія, драма, фарс.

## Зміст
Фільм, що завоював безліч міжнародних нагород. Усе крутиться навколо старого будинку в Ленінграді, де постійно щось треба лагодити, адже стіни стали благи́ми, а труби прогнили. Напівзруйнований будинок, напівзруйнована країна, де проблеми множаться, немов гриби після дощу. Все виливається в абсурдну, смішну й одночасно сумну історію, характерну для пострадянського простору.

## Ролі
- Асанкул Куттубаєв — Сати-Балди Кербабаевич Кербабаєв (батько Майї)
- Сергій Донцов — Петро Миколайович Лагутін (головний інженер)
- Жанна Керімтаєва — Майя (дружина Лагутіна)
- Діма Баєвський — Вадик (син Лагутіних)
- Віктор Михайлов — «Пал Палич» Митрофанов (технік ЖЕКу)
- Анатолій Калмиков — Славік (вирощує квіти на продаж)
- Людмила Самохвалова — Катя (дружина Славіка)
- Ася Смекалова — Любочка (дочка Славіка і Каті)
- Микола Траньков — Іван Гаврилович (батько Каті)
- Юрій Мамін — Сергій Борисович Крилов (режисер театру, показаний по телевізору)
- Олексій Залівалов — Д. Шестопалов (композитор, «літаючий» для натхнення)
- Іван Криворучко — Попов
- Ніна Усатова — Любов Андріївна
- Яків Степанов — ханига
- Валерій Миронов — другий ханига (вимовив фразу: «Ти навіщо три рази пшикнув?»)
- Павло Фетисов — Ваня (електрик)
- Тетяна Леонова — дружина Вані
- Олена Судакова —Петрищева (дочка поета Івана Федоровича Петрищева)
- Андрій Краско — один з прихильників творчості Петрищева
- Тамара Максимова — телекореспондент

## Знімальна група
- Автор сценарію: Володимир Вардунас
- Режисер: Юрій Мамін
- Оператор: Анатолій Лапшов
- Композитор: Олексій Залівалов

## Премії та призи
- На 1-му МКФ популярних жанрів «Золотий Дюк» в Одесі (1988)
  - Головний приз
  - Приз кіноклубів
  - Приз критики фільму.
- Головний приз. «Чарлі Чаплін» — на 5-му МКФ в Габрове, (Болгарія) (1989)
- Гран-прі. «Золота тростина» — на МКФ комедійних фільмів в Веве, (Швейцарія) (1989)
- Гран-прі. — На МКФ в Трої (1989)
- Спеціальний приз. — На МКФ авторських фільмів в Сан-Ремі, (Італія) (1989)
- Спеціальний диплом за найкращий акторський ансамбль (В. Михайлов, С. Донцов, Н. Усатова, Л. Самохвалова, А. Залівалов) на 1-му ВКФ «Созвездие» (1989)
- Гран-прі. — На МКФ у Кемпері (1989)
- Приз публіки. — На Міжнародній кінозустрічі в Бельфоре (1989)
- Професійні премії к/ст. «Ленфільм» 1988 року ним. Г. Козинцева.
  - Режисерові Ю. Мамину ім. А. Піотровського
  - Сценаристу В. Вардунасу (1989)
- Приз за найкращий дебют — на МКФ у Клермон-Феррані, (Франція) (1990)
- Приз. «Срібна рибацька мережа» — на МКФ комедійних фільмів в Торремолиносі, (Іспанія) (1990)
- Гран-прі. — На МКФ в Лас-Вегасі, (США) (1990)
- На МКФ у Лос-Анджелесі, (США) (1990)
  - Приз за найкращий сценарій (В. Вардунас)
  - Приз за найкращу режисуру (Ю. Мамину)